# Cantonul Laferté-sur-Amance
Cantonul Laferté-sur-Amance este un canton din arondismentul Langres, departamentul Haute-Marne, regiunea Champagne-Ardenne, Franța.

## Comune
| Comune                | Populație (1999) | Cod poștal | Cod INSEE |
| --------------------- | ---------------- | ---------- | --------- |
| Anrosey               | 141              | 52500      | 52013     |
| Bize                  | 71               | 52500      | 52051     |
| Guyonvelle            | 120              | 52400      | 52233     |
| Laferté-sur-Amance    | 150              | 52500      | 52257     |
| Maizières-sur-Amance  | 123              | 52500      | 52303     |
| Neuvelle-lès-Voisey   | 119              | 52400      | 52350     |
| Pierremont-sur-Amance | 180              | 52500      | 52388     |
| Pisseloup             | 54               | 52500      | 52390     |
| Soyers                | 90               | 52400      | 52483     |
| Velles                | 94               | 52500      | 52513     |
| Voisey                | 389              | 52400      | 52544     |